# میگوی شفاف
می‌گوی شفاف (نام علمی: Liropus minusculus) نام یک گونه از تیره میگوهای اسکلتی است.
این میگو تنها نوع میگوی اسکلت‌دار است که در منطقه شمال شرقی اقیانوس آرام به سر می‌برد. پژوهشگران نخستین بار آن را در جزیره سانتا کاتالینا در مقابل سواحل کالیفرنیا یافتند. طول نوع نر این میگو به ۳ میلی‌متر و نوع ماده‌اش به ۲ میلی‌متر می‌رسد.